# إلين برادلي
إلين برادلي (بالإنجليزية: Elaine Bradley)‏ هي كاتبة غنائية أمريكية، ولدت في 19 أكتوبر 1984.